# Bruna Marquezine
Bruna Reis Maia (sinh ngày 4 tháng 8 năm 1995), hay còn được biết đến với nghệ danh là Bruna Marquezine, là nữ diễn viên và người mẫu người Brasil.

## Thời thơ ấu
Bruna Marquezine sinh ra tại Duque de Caxias, thành phố Rio de Janeiro vào ngày 4 tháng 8 năm 1995. Tên khai sinh của cô là Bruna Reis Maia, cô lấy nghệ danh Marquezine để tưởng nhớ người bà của mình.

## Sự nghiệp
She bắt đầu sự nghiệp khi còn nhỏ, cô từng biểu diễn trong các video ca nhạc và quảng cáo với MC, ca sĩ Xuxa. Chương trình truyền hình đầu tiên mà cô tham gia là Gente Inocente do Márcio Garcia làm MC dẫn dắt. Cô cũng bắt đầu tham gia vào các bộ phim telenovela sau khi được đạo diễn Cininha de Paula phát hiện. Phim đầu tiên mà Bruna tham gia là Mulheres Apaixonadas năm 2003 của đạo diễn Manoel Carlos, trong phim, cô vào vai Salette. Cùng năm đó, cô vào vai Júlia trong tác phẩm điện ảnh Xuxa Abracadabra. Năm 2005, cô góp mặt trong phim truyền hình América với vai cô bé khiếm thị Maria Flor. Năm 2006, cô tham gia Cobras & Lagartos với vai Lurdinha. Năm 2007, cô vào vai Maria Augusta trong himDtruyền hình esejo Proibido.
Năm 2010, cô tham gia bộ phim Araguaia với vai Teresinha. Năm 2011, cô thủ vai chính, Miss Belezinha, trong Aquele Beijo. Cô cũng từng tham gia phim Breaking Through của đạo diễn John Swetnam.
Cô và Neymar da Silva Santos Júnior từng có mối quan hệ tình cảm với nhau nhưng họ đã chia tay